# Cantó de Mauzé-sur-le-Mignon
El cantó de Mauzé-sur-le-Mignon és un cantó francès del departament de Deux-Sèvres, situat al districte de Niort. Té 8 municipis i el cap és Mauzé-sur-le-Mignon.

## Municipis
- La Rochénard
- Le Bourdet
- Mauzé-sur-le-Mignon
- Priaires
- Prin-Deyrançon
- Saint-Georges-de-Rex
- Saint-Hilaire-la-Palud
- Usseau

## Història
| Data d'elecció                           | Identitat         | Partit        | Qualitat |
| ---------------------------------------- | ----------------- | ------------- | -------- |
| 1951-1970                                | Octave Thibault   | radical       |          |
| 1970-1994                                | Paul Couturier    | Divers droite |          |
| 1994-2008                                | Jacques Morisset  | Divers droite |          |
| 2008-                                    | Sébastien Dugleux | PS            |          |
| les dades anteriors no són pas conegudes |                   |               |          |
|                                          |                   |               |          |

## Demografia
| A partir de 1990: Població sense dobles comptes |